# Ebrima Sillah
Ebrima Ebou Sillah (Bakau, 12 april 1980) is een Gambiaans voormalig voetballer die als linksbuiten of als aanvallende middenvelder speelde.

## Carrière

### Jeugd
Hij werd opgeleid bij het Gambiaanse Real de Banjul. Hij speelde er tot 1996.

### Daring Blankenberge
In 1996 kwam hij naar België. Hij sloot zich meteen aan bij Daring Blankenberge dat toen in de 1ste provinciale uitkwam.
Hij maakte hier veel indruk en kon op veel belangstelling rekenen.

### Club Brugge
Hij tekende uiteindelijk in 1997 bij eersteklasser Club Brugge. In zijn eerste 2 seizoenen bij de club kwam hij aan 11 wedstrijden maar niet aan doelpunten. Voor het seizoen 1999-2000 werd hij uitgeleend aan KRC Harelbeke. Hij scoorde hier 4 goals in 24 wedstrijden. Na dit seizoen keerde hij terug naar Club Brugge waar hij in 2 seizoenen aan 6 goals in 53 wedstrijden kwam. Op het Brugse middenveld moest hij uiteindelijk concurreren met Nastja Čeh en op zijn reguliere positie van linksbuiten met Andrés Mendoza. Die strijd verloor hij en Sillah slaagde zo nooit helemaal bij Club Brugge. Voor het seizoen 2002-2003 werd hij nog een laatste maal uitgeleend, dit keer aan de Nederlandse eredivisieclub RBC Roosendaal.
Hij kwam hier aan 2 goals in 15 wedstrijden.

### Roebin Kazan
In 2003 stapte hij over naar het Russische Roebin Kazan. In zijn eerste seizoen eerste bij de club speelde hij nog in de tweede klasse maar vanaf 2004 speelde hij in de eerste klasse. Hij speelde hier uiteindelijk 3 seizoenen en scoorde in 41 wedstrijden 4 goals.

### RBC Roosendaal
In 2005 keerde Sillah terug naar het Nederlandse RBC Roosendaal. Hij speelde hier één seizoen en scoorde 7 keer in 20 wedstrijden.

### FC Brussels
In 2006 keerde hij terug naar België waar hij voor FC Brussels ging spelen. Hij speelde hier een half seizoen en scoorde 1 goal in 14 wedstrijden. Begin 2007 werd hij uitgeleend aan Hapoel Petach Tikva een ploeg uit Israël. Hij speelde hier een half seizoen en kwam aan 11 wedstrijden.

### MVV
Voor het seizoen 2007-2008 werd hij door FC Brussels uitgeleend aan MVV, in 27 wedstrijden kwam hij aan 5 goals. Na dat seizoen nam MVV hem definitief over van FC Brussels. In 2 seizoenen MVV scoorde hij 5 goals in 34 wedstrijden.

### Spouwen-Mopertingen
In 2010 zei hij het profvoetbal vaarwel en trok hij naar de Belgische vierdeklasser Spouwen-Mopertingen. Hij verbleef hier 2 seizoenen en was ook jeugdtrainer.

### KSK Hasselt
In 2012 stapte Sillah over naar KSK Hasselt. Hij vond hier zijn ex-ploegmaat van bij Club Brugge Stijn Stijnen terug, die voorzitter is van deze ploeg. De ploeg kwam uit in de vierde klasse. Hij werd hier ook jeugdtrainer. Hij speelde in zijn eerste seizoen bij Hasselt uiteindelijk 28 wedstrijden waarin hij 13 goals scoorde en promoveerde met de club naar derde klasse.

## Statistieken
| Seizoen | Club                 | Land      | Competitie      | Wedst | Goals |
| ------- | -------------------- | --------- | --------------- | ----- | ----- |
| 1997/98 | Club Brugge          | België    | Eerste Klasse   | 2     | 0     |
| 1998/99 | Club Brugge          | België    | Eerste Klasse   | 5     | 0     |
| 1999/00 | → KRC Harelbeke      | België    | Eerste Klasse   | 23    | 4     |
| 2000/01 | Club Brugge          | België    | Eerste Klasse   | 14    | 2     |
| 2001/02 | Club Brugge          | België    | Eerste Klasse   | 20    | 3     |
| 2002/03 | → RBC Roosendaal     | Nederland | Eredivisie      | 15    | 2     |
| 2003    | Roebin Kazan         | Rusland   | Pervy divizion  | 12    | 2     |
| 2004    | Roebin Kazan         | Rusland   | Premjer-Liga    | 19    | 1     |
| 2005    | Roebin Kazan         | Rusland   | Premjer-Liga    | 15    | 1     |
| 2005/06 | RBC Roosendaal       | Nederland | Eredivisie      | 20    | 7     |
| 2006/07 | FC Brussels          | België    | Eerste Klasse   | 14    | 1     |
| 2006/07 | →Hapoel Petach Tikva | Israël    | Ligat Ha'Al     | 11    | 0     |
| 2007/08 | → MVV                | Nederland | Eerste divisie  | 27    | 5     |
| 2008/09 | MVV                  | Nederland | Eerste divisie  | 16    | 2     |
| 2009/10 | MVV                  | Nederland | Eerste divisie  | 18    | 3     |
| 2010/11 | Spouwen-Mopertingen  | België    | Vierde Klasse C | ?     | ?     |
| 2011/12 | Spouwen-Mopertingen  | België    | Vierde Klasse C | ?     | ?     |
| 2012/13 | KSK Hasselt          | België    | Vierde Klasse C | 28    | 13    |
| 2012/13 | KSK Hasselt          | België    | Derde Klasse B  | 4     | 0     |
| Totaal  |                      |           |                 | 263   | 46    |

## Palmares
| Nationaal              |    |            |
| Belgisch landskampioen | 1x | 1998       |
| Beker van België       | 1x | 2002       |
| Belgische Supercup     | 2x | 1998, 2002 |
| Internationaal         |    |            |
| La Manga Cup           | 1x | 2005       |
| Vriendschappelijk      |    |            |
| Brugse Metten          | 2x | 1998, 2001 |

## Internationaal
Hij speelde al 34 wedstrijden voor het Gambiaans voetbalelftal.

## Trivia
Sillah verkreeg de Belgische nationaliteit. Hij woont in Rooierheide, een deelgemeente van Diepenbeek. Hij heeft een zoon, die speelt bij FC Herderen Millen. Tot 2013 speelde zijn zoon ook voor de jeugd van SK Rooierheide uit Diepenbeek. Sinds 2013 speelde zijn zoon voor KSC Hasselt, waar Sillah zelf ook actief is. Zijn zoon maakte tijdens de zomer van 2019 de overstap naar Eendracht Stevoort, dat uitkomt in derde provinciale Limburg.